# 비트겐슈타인 규칙과 사적 언어
《비트겐슈타인 규칙과 사적 언어》 (Wittgenstein on Rules and Private Language)는 언어 철학자 솔 크립키가 1982년에 저술한 책으로 루트비히 비트겐슈타인의 철학적 탐구의 중심 논거는 우리가 우리 사회에서 항상 따르는 규칙의 가능성을 훼손하는 파괴적인 규칙 따르기 역설에 초점을 맞추고 있다고 주장한다. 언어의 사용. 크립키는 이 역설이 철학이 지금까지 보아온 가장 급진적이고 독창적인 회의적 문제라고 한다. 그는 비트겐슈타인이 규칙 따르기 역설로 이어지는 주장을 거부하지 않고 그것을 수용하고 역설의 파괴적인 영향을 완화하기 위해 "회의적인 해결책"을 제시한다고 주장한다.

## 크립켄슈타인: 크립키의 회의적인 비트겐슈타인
대부분의 논평가들은 크립키가 제시한 대로 《철학적 탐구》에 규칙을 따르기 역설이 포함되어 있다는 점을 인정하지만 크립키의 회의적인 해결책을 비트겐슈타인의 탓으로 돌리는 데 동의한 사람은 거의 없다. 그는 그의 책을 비트겐슈타인의 견해에 대한 정확한 요약을 제공하려는 시도로 읽어서는 안 되며, 오히려 "크립키에게 문제를 제기한 것처럼" 비트겐슈타인의 주장에 대한 설명으로 읽어야 한다고 말한다.  혼성어 "크립켄슈타인"은 철학 탐구의 크립키의 읽기에 의해 표현 된 견해를 유지하는 가상의 사람에 대한 용어로 만들어 낸 것이다. 이런 식으로 크립키 자신의 견해, 비트겐슈타인의 견해(일반적으로 이해되는 대로), 크립켄슈타인의 견해에 대해 말하는 것이 편리하다. 비트겐슈타인 학자 David G. Stern은 크립케의 책을 1980년대 이후 비트겐슈타인에 대해 가장 영향력 있고 널리 논의된 작업으로 간주한다.

## 규칙 따르기 역설
철학적 탐구 §201a에서 비트겐슈타인은 다음과 같이 규칙 따르기 역설을 명시적으로 말한다. 크립키는 이러한 결론에 이르는 추론을 설명하기 위해 수학적 예를 제공한다. 이전에 57보다 크거나 같은 숫자를 더한 적이 없다고 가정한다. 또한 68 + 57 계산을 수행하라는 요청을 받았다고 가정한다. 우리의 자연스러운 성향은 이전처럼 덧셈 함수를 적용하고 정답이 125라고 계산하는 것이다. 그러나 이제 기괴한 회의론자가 나타나 다음과 같이 주장한다고 상상해 보십시오.
1. 125를 정답으로 결정하는 덧셈 함수를 과거에 사용한 사실이 없다는 것.
2. 다른 것보다 이 대답을 제공하는 것을 정당화하는 것은 없다.

결국 회의적인 이유는 가설에 따라 이전에 57 이상의 숫자를 추가한 적이 없다는 것이다. 다음과 같이 정의된 "겹하기(quus)"를 실제로 의미했던 "더하기(plus)"의 이전 사용과 완벽하게 일치한다.
{\displaystyle x{\text{ quus }}y={\begin{cases}x+y&{\text{for }}x,y<57\\[12pt]5&{\text{for }}x\geq 57{\text{ or }}y\geq 57\end{cases}}}
따라서 겹하기 함수에서 더한 두 숫자 중 하나가 57 이상이면 합은 5이다. 회의론자는 5보다 크거나 같은 숫자를 추가한 적이 없고 이전의 모든 추가가 더하기 함수 대신 겹하기 함수와 호환되기 때문에 5가 아닌 125로 답해야 한다고 결정하는 사실이 없다고 주장한다. 57전. 덧셈 함수의 과거 사용은 무한한 수의 다른 겹하기와 같은 해석에 취약한다. "더하기"의 모든 새로운 적용은 엄격하고 모호하지 않은 규칙에 의해 통제되기 보다는 실제로 어둠 속의 도약인 것처럼 보이다.
이 절차에 대한 명백한 반대는 덧셈 함수가 많은 예에 의해 정의되지 않고 일반적인 규칙이나 알고리즘에 의해 정의된다는 것이다. 그러나 알고리즘 자체에는 서로 다른 양립할 수 없는 해석에 민감한 용어가 포함되며 회의적인 문제는 더 높은 수준에서 다시 나타난다. 요컨대, 규칙을 해석하기 위한 규칙은 그 자체로 다른 방식으로 해석될 수 있기 때문에 도움이 되지 않다. 또는 비트겐슈타인 자신이 말했듯이 "어떤 해석도 그것이 해석하는 것과 함께 여전히 공중에 떠돌고 있으며, 그것을 뒷받침할 수 없다. 해석 자체는 의미를 결정하지 않는다."( 철학적 탐구 §198a).
유사한 회의적 추론은 인간 언어의 모든 단어에 적용될 수 있다. 크립키의 예의 장점은 수학에서 표현식 사용 규칙이 무한한 경우에 대해 명확하게 정의된 것처럼 보인다는 것이다. 크립키는 "+" 함수의 수학적 타당성에 의문을 제기하는 것이 아니라 "더하기"의 메타 언어적 사용에 대해 질문한다. "더하기"가 수학적 함수 "+"를 참조한다는 것을 보여 주는 어떤 사실을 지적할 수 있는가?

## 회의적인 해결책
데이비드 흄에 이어 크립키는 회의적인 역설에 대한 두 가지 유형의 해결책을 구분한다. 직선적 해법은 역설로 이어지는 전제 중 하나(또는 그 이상)를 거부함으로써 역설을 해소한다. 회의적인 해결책은 역설의 진실을 받아들이지만 그것이 보이는 방식으로 우리의 평범한 믿음과 관행을 훼손하지 않는다고 주장한다. 크립키는 비트겐슈타인이 회의적인 역설을 지지한다고 생각하기 때문에 비트겐슈타인이 직선적이지 않은 회의적인 해결책을 제시한다는 견해에 전념하고 있다.
규칙 준수 역설은 표현이나 문장으로 의미하는 것과 같은 것이 없다는 것을 암시하기 때문에 의미에 관한 우리의 일상적인 믿음과 관행을 위협한다. 존 맥도웰은 이것을 다음과 같이 설명한다. 우리는 계약적 용어로 의미를 생각하는 경향이 있다. 예를 들어, "개"라는 단어의 의미를 이해하면 그 단어를 고양이가 아닌 개를 지칭하는 데 사용해야 한다는 것을 알게 된다. 그러나 규칙을 따르는 역설이 분명히 보여주듯이 단어의 사용을 지배하는 규칙이 없을 경우 의미에 대한 직관적인 개념은 완전히 훼손된다.
크립키는 비트겐슈타인에 대한 다른 해설가들이 사적 언어 논쟁 이 §243 이후에 발생하는 섹션에서 제시된다고 믿었다고 주장한다. 크립키는 이 견해에 반대하여 논증에 대한 결론이 §202에 명시적으로 명시되어 있다는 점에 주목한다. “따라서 '사적으로' 규칙을 준수하는 것은 불가능하다. 그렇지 않으면 규칙을 준수하고 있다고 생각하는 것은 규칙을 준수하는 것과 같다.” 더 나아가, 이 서론 섹션에서 크립키는 마음의 철학에 대한 비트겐슈타인의 관심을 수학의 기초에 대한 관심과 관련된 것으로 식별한다. 두 과목 모두 규칙과 규칙 준수에 대한 고려가 필요하다는 점이다.
크립키의 회의적인 해결책은 다음과 같다. 언어 사용자가 규칙을 올바르게 따르는 것은 특정 경우에 규칙의 후보 적용과 추정 규칙 자체 간의 관계에 대해 얻은 어떤 사실로도 정당화되지 않다(Hume의 경우 사건 a 와 b 는 개별적으로 취해진 그들 사이에서 얻은 특정 사실에 의해 결정되지 않다); 오히려, 규칙을 따르고 있다는 주장은 (후보 규칙 추종자에 의한) 규칙 준수 후보 예시를 둘러싼 행동이 다른 언어 사용자의 기대를 충족시킨다는 사실에 의해 정당화된다. 해결책이 의미, 해석 또는 의도의 정신 상태에 기반한 것처럼 추정되는 규칙 준수의 특정 사례 에 대한 사실을 기반으로 하지 않는다는 것은 이 해결책이 크립키가 지정하는 의미에서 회의적이라는 것을 보여준다.

## "직선적" 해결책
맥도웰은 비트겐슈타인이 역설을 제시한다고 주장하지만(크립키가 주장하는 것처럼), 그는 비트겐슈타인이 이해와 해석을 동화시킨다는 이유로 역설을 거부한다고 더 주장한다. 무언가를 이해하려면 해석이 있어야 한다. 즉, "plus"가 의미하는 바를 이해하려면 먼저 "plus"가 의미하는 바에 대한 해석이 있어야 한다. 이것은 회의론(당신의 해석이 올바른 해석인지 어떻게 압니까?) 또는 상대성, 즉 우리의 이해와 해석이 우리가 사용한 만큼만 결정되는 회의론으로 이끈다. Wright의 독해에서 비트겐슈타인이 승인한 이 후자의 관점에서는 인간이 지금까지 발견하지 못한 수치적 덧셈에 관한 사실이 없기 때문에 그러한 상황에 직면했을 때 우리는 해석을 더욱 구체화할 수 있다. 이 두 가지 대안은 매우 만족스럽지 않다. 후자는 우리가 이해하는 대상이 어떤 면에서 우리와 독립적이라고 말하고 싶기 때문이다. 즉, 아직 추가되지 않은 숫자에 대한 사실이 있다는 것이다.
맥도웰은 더 나아가 규칙 준수를 이해하려면 관습이나 관행에 주입된 결과로 이해해야 한다고 썼다. 따라서 덧셈을 이해하는 것은 단순히 덧셈 연습에 주입된 것이다.
맥도웰의 입장은 종종 "반(反)실재론"이라고 불리며, 이는 그가 회의론적 논증의 결과가 규칙 따르기 역설의 경우와 같이 철학적 이론을 실재론으로 유인하여 대담하고 형이상학적 주장을 하는 것이라고 주장한다는 것을 의미한다. 맥도웰이 직선적인 해법을 제시하기 때문에 규칙을 따르는 역설을 현실주의와 양립시킬 수 있다는 생각은 의미가 사용이라는 비트겐슈타인의 기본 요점을 놓치는 것이다. 이는 철학적 이론은 이분법적 결과만을 낳고 의미론의 개념은 무의미하다는 침묵주의(quietism)와 일맥상통한다.

## 같이 보기
- 귀납의 새로운 수수께끼